# Ховайко Кирило Юрійович
Кирило Юрійович Ховайко (нар. 17 червня 2001, Дніпродзержинськ, Україна) — український футболіст, нападник.

## Життєпис
Народився в Дніпродзержинську. З 2014 по 2017 рік у ДЮФЛУ виступав за «Інтер» (Дніпро) та «Дніпро». Також з 2017 по 2018 рік перебував у заявці «Дніпра» в Другої ліги України, але не зіграв жодного офіційного матчу за команду. 
16 липня 2018 року потрапив у заявку до «Дніпра-1». Виступав за юнацьку та молодіжну команду «спортклубівців». За першу команду «Дніпра-1» дебютував 6 грудня 2020 року в програному (1:3) виїзному поєдинку 12-го туру Прем'єр-лізі України проти луганської «Зорі». Кирило вийшов на поле на 90+3-й хвилині, замінивши Дмитра Коркішка.